# Antonio Sastre
Antonio Sastre (Lomas de Zamora, 27 d'abril de 1911 - Buenos Aires, 23 de novembre de 1987) fou un futbolista argentí de la dècada de 1930.

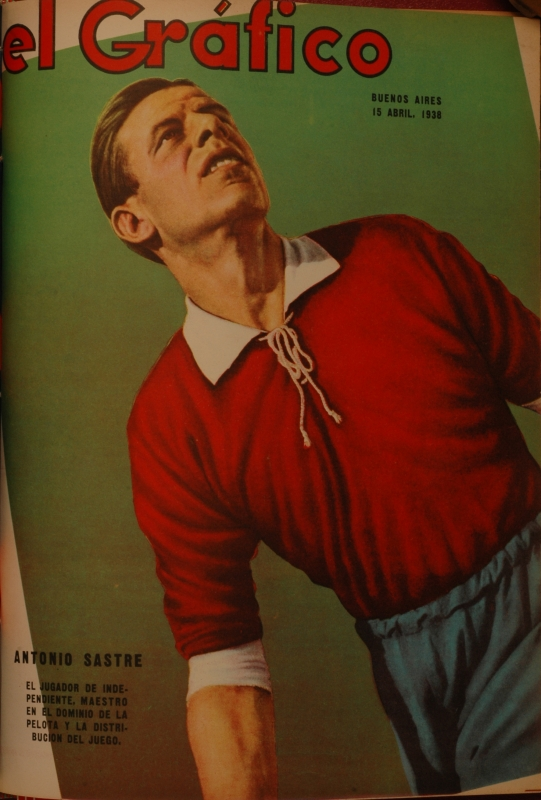
Sastre a El Gráfico.

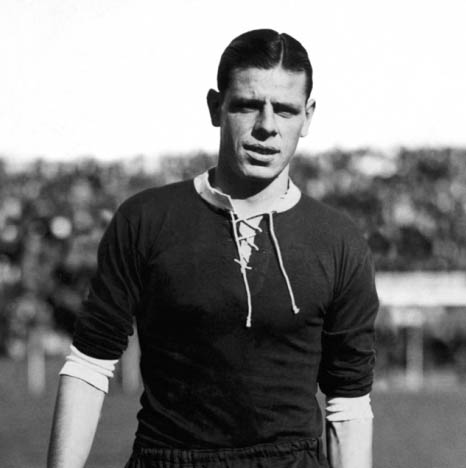
Sastre a Independiente.

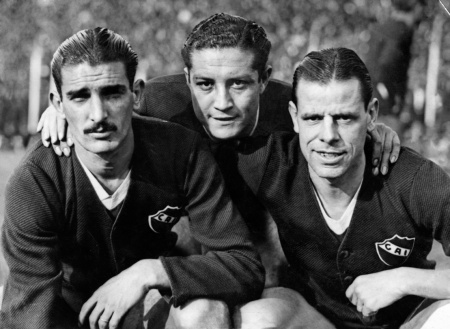
Sastre (dreta) amb Vicente de la Mata (esquerra) i Arsenio Erico a Independiente, c. 1938-39.

Fou un dels futbolistes argentins més importants dels anys 1930.
La major part de la seva carrera la passà a Club Atlético Independiente i São Paulo FC del Brasil. El seu darrer club fou Gimnasia y Esgrima de La Plata.
Va ser internacional amb la selecció argentina, amb la qual disputà 34 partits, i marcà 6 gols. Guanyà la Copa Amèrica dos cops, els anys 1937 i 1941, a més de participar en l'edició de 1935.

## Palmarès
Independiente
- Lliga argentina de futbol (2): 1938, 1939
- Copa Ibarguren (2): 1938, 1939
- Copa Adrián Escobar (1): 1939
- Copa Aldao (2): 1938, 1939

Sao Paulo
- Campeonato Paulista (3): 1943, 1945, 1946

Gimnasia y Esgrima LP
- Primera B Metropolitana (1): 1947

Argentina
- Copa Amèrica de futbol (3): 1937, 1941